# Revista de Saúde Pública
A Revista de Saúde Pública (RSP) é um periódico científico editado pela Faculdade de Saúde Pública da USP. Publicada desde seu lançamento em 1967, faz parte da Coleção do Scielo e está listada em vários indexadores, como Latindex e DOAJ.

## História
A Revista de Saúde Pública tem suas origens no Boletim do Instituto de Higiene de São Paulo, periódico que circulou entre 1919 e 1938, e no periódico que o sucedeu, os Arquivos da Faculdade de Higiene e Saúde Pública, publicação editada entre os anos de 1947 a 1966. 
Na década de 1960, a Faculdade de Saúde Pública inicia os estudos para a criação de um novo periódico que seria a Revista de Saúde Pública. Assim, o planejamento inicial de seu funcionamento foram coordenados por Elza Salvatori Berquó com a participação de Armando Piovesan, Flávio Wagner Rodrigues, Oswaldo Paulo Forattini, Paulo Nogami, Reinaldo Ramos e por Odair Pacheco Pedroso, tendo este último sido nomeado primeiro Diretor responsável pela RSP.
A Revista de Saúde Pública é o periódico acadêmico de saúde pública mais antigo do Brasil, com publicação ininterrupta desde a sua fundação em 1967. 
Na década de 2000, a Revista de Saúde Pública se torna a primeira revista da área de saúde coletiva que a ser indexada na Web of Science.
Em 2014, a Revista de Saúde Pública passou a integrar a coleção PMC (PubMed Central), o repositório de publicações científicas mantido pela Biblioteca Nacional de Medicina dos EUA (National Library of Medicine dos U.S. National Institutes of Health).

## Impacto acadêmico
Considerando as edições desde 1967 e as publicações que a antecederam, a RSP se filia à longa tradição da Faculdade de Saúde Pública da USP em disseminar no Brasil a produção científica na área de saúde pública.
Na avaliação do Qualis realizada pela CAPES, este periódico foi classificado no extrato A1 para a área de planejamento urbano e regional/demografia, e no extrato A2 para as áreas de ciências ambientais, educação física, economia, enfermagem, odontologia, psicologia, saúde coletiva, serviço social, e sociologia.

## Artigos científicos mais acessados
Até 26 de dezembro de 2022, os cinco artigos mais acessados deste periódico eram:
|   | Título do artigo                                                              | Autores                                                                                   | Ano  | DOI                                             | Área de estudo     | Acessos |
| - | ----------------------------------------------------------------------------- | ----------------------------------------------------------------------------------------- | ---- | ----------------------------------------------- | ------------------ | ------- |
| 1 | O conceito de saúde                                                           | Marco Segre, Flávio Carvalho Ferraz                                                       | 1997 | https://doi.org/10.1590/S0034-89101997000600016 | Saúde pública      | 198881  |
| 2 | A dinâmica populacional dos países desenvolvidos e subdesenvolvidos           | João Yunes                                                                                | 1971 | https://doi.org/10.1590/S0034-89101971000100015 | Demografia         | 58792   |
| 3 | Health education: the role and functions of the specialist and the generalist | Helen P. Cleary                                                                           | 1988 | https://doi.org/10.1590/S0034-89101988000100009 | Educação em saúde  | 45090   |
| 4 | O envelhecimento da população mundial: um desafio novo                        | Alexandre Kalache, Renato P. Veras, Luiz Roberto Ramos                                    | 1987 | https://doi.org/10.1590/S0034-89101987000300005 | Epidemiologia      | 44671   |
| 5 | Programa Saúde da Família                                                     | Departamento de Atenção Básica da Secretaria de Políticas de Saúde do Ministério da Saúde | 2000 | https://doi.org/10.1590/S0034-89102000000300018 | política sanitária | 42244   |